# Ctenorillo legai
Ctenorillo legai is een pissebed uit de familie Armadillidae. De wetenschappelijke naam van de soort is voor het eerst geldig gepubliceerd in 1941 door Arcangeli.